# Малый (Амурская область)
Малый — упразднённый блок-пост (тип населённого пункта) в Магдагачинском районе Амурской области России. Исключен из учётных данных в 1974 году.

## География
Урочище находится в центральной части Амурской области, на левом берегу ручья Красный (приток реки Магдагачи), на расстоянии примерно 6 километров (по прямой) к северо-востоку от поселка Магдагачи.

## История
Решением Амурского исполкома от 7 июня 1974 года № 253, блок-пост Малый исключен из учётных данных как несуществующее.